# Hvidbjerg Å
Hvidbjerg Å är ett vattendrag i Danmark.   Det ligger i Region Nordjylland, i den nordvästra delen av landet. Hvidbjerg Å ligger på ön Vendsyssel-Thy. Åns källa är Ovesø och den går genom Ørum Sø innan utloppet i västra delen av Limfjorden (Krik Vig). Hvidbjerg Å ingår i Natura 2000 området Hvidbjerg Å, Ove Sø og Ørum Sø"".